# Asthenotricha tripogonias
Asthenotricha tripogonias är en fjärilsart som beskrevs av Louis Beethoven Prout 1926. Asthenotricha tripogonias ingår i släktet Asthenotricha och familjen mätare. Inga underarter finns listade i Catalogue of Life.

## Bildgalleri

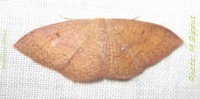